# Charles Spencer, 3. Earl of Sunderland
Charles Spencer, 3. Earl of Sunderland KG (* 1674; † 9. April 1722 in London) war ein englisch-britischer Politiker und Staatsmann. Er wurde insbesondere durch seine Verstrickung in den Südseeschwindel (South Sea Bubble) bekannt, den ersten großen Börsenkrach der europäischen Geschichte.

## Leben

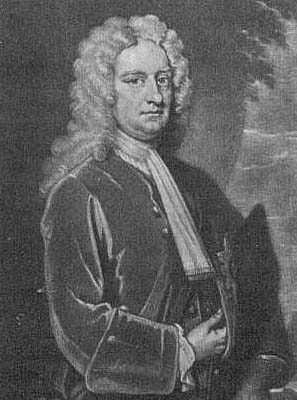
Charles Spencer, Mezzotinto von John Simon, nach George Kneller, 1724 (1720)

Charles Spencer war der zweite Sohn des Robert Spencer, 2. Earl of Sunderland, aus dessen Ehe mit Lady Anne Digby, Tochter des George Digby, 2. Earl of Bristol. Durch den Tod seines älteren Bruders Robert im September 1688 in Paris wurde er der Erbe der Peerswürde. Charles, den John Evelyn als „Anlass zu außergewöhnlicher Hoffnung“  bezeichnet hatte, studierte in Utrecht und zog 1695 für Tiverton ins englische Unterhaus ein. Im selben Jahr heiratete er Lady Arabella Cavendish, die Tochter von Henry Cavendish, 2. Duke of Newcastle. Arabella starb schon 1698, und Charles heiratete im Jahr 1700 Lady Anna Churchill, die Tochter des berühmten John Churchill, 1. Duke of Marlborough. Diese Verbindung war für Sunderland und seine Nachkommen von großer Bedeutung. Durch sie kam er in Kontakt mit der Politik und durch sie kam 1733 der Titel des Duke of Marlborough an die Spencers, die sich später Spencer-Churchill nannten. Alle nachfolgenden Dukes of Marlborough, deren berühmtester Nachkomme der spätere Premierminister Winston Churchill war, und auch die Earls Spencer, deren berühmteste Nachfahrin die als Lady Di bekannte Diana Frances Spencer war, stammen aus dieser Verbindung.
Nachdem Spencer 1702 seinen Vater als 3. Earl of Sunderland und 3. Baron Spencer beerbt hatte, war er Mitglied der Kommission, die die Vereinigung zwischen den Königreichen England und Schottland aushandelte. 1705 schloss er ein Studium an der Universität Cambridge als Doktor der Rechte (LL.D.) ab und wurde im selben Jahr als außerordentlicher Gesandter nach Wien geschickt.
Obwohl er republikanischen Ideen gegenüber aufgeschlossen und bei Königin Anne in Ungnade gefallen war, wurde er durch Marlboroughs Einfluss als Staatssekretär des südlichen Distriktes (Amt bis 1782, verantwortlich für Südengland, Wales, Irland, die amerikanischen Kolonien (bis 1768) und die Beziehungen mit den römisch-katholischen und muslimischen Staaten Europas) im Dezember 1706 ins Kabinett geholt. Von 1708 bis 1710 war er einer der fünf Whigs, die als die Junta bekannt waren und die Regierung dominierten. Da er aber viele Feinde hatte und die Königin ihm nicht wohlgesinnt war, wurde er im Juni 1710 entlassen. Anne bot ihm eine jährliche Pension von 3000 Pfund im Jahr an, die er mit den Worten zurückwies: „Wenn er schon nicht die Ehre habe, seinem Lande zu dienen, würde er es aber nicht plündern.“ („If he could not have the honour to serve his country he would not plunder it“).
Sunderland nahm weiter aktiv am öffentlichen Leben teil. Er stand in Verbindung mit dem hannoverschen Hof und verhandelte über die Maßnahmen, die im Angesicht des nahenden Todes der Königin und die Übergabe der englischen Königswürde an das Haus Hannover zu treffen wären. Obwohl er schon seit 1706 mit dem Kurfürsten und späteren König Georg bekannt war, erhielt er nach dessen Regierungsantritt nur den vergleichsweise unbedeutenden Posten des Lord Lieutenant of Ireland. Im August 1715 trat er als Lordsiegelbewahrer (engl. Lord Privy Seal) erneut ins Kabinett und erhielt – nach einem Besuch bei König Georg in Hannover – im April 1717 das Amt des Staatssekretärs für den nördlichen Distrikt (verantwortlich für Nordengland, Schottland und die Beziehungen mit den protestantischen Staaten Nordeuropas). In diesem Amt blieb er bis März 1718, als er Erster Lordschatzmeister (engl. First Lord of the Treasury) und gleichzeitig Lord President of the Council wurde. Er war nun de facto Premierminister, auch wenn diese Bezeichnung erst für seinen Nachfolger Sir Robert Walpole zum ersten Mal verwendet wurde.
Spencers Hauptinteresse galt dem als Gesetzesvorlage eingebrachten Adelsstandgesetz (engl. peerage bill), das zum Ziel hatte, die Zahl der Mitglieder des Oberhauses zu begrenzen, und – zumindest teilweise – an der Opposition Sir Robert Walpoles scheiterte. Er stand immer noch an der Spitze der Regierung, als die Südseeblase Hunderte von Geschäftsleuten und Aristokraten in den Bankrott stürzte. Diese Affäre war auch für Spencer der politische Ruin. Er war zwar an der Einführung des Systems beteiligt, hatte aber selbst finanziell nicht davon profitiert. Trotzdem war die öffentliche Meinung gegen ihn und es war nur dem Einfluss Robert Walpoles zu verdanken, dass das Unterhaus ihn freisprach, als die Angelegenheit untersucht wurde.
Im April 1721 legte der Earl of Sunderland alle Ämter nieder, behielt aber seinen Einfluss auf König Georg bis zu seinem Tod am 8. April 1722.
Spencer hatte seines Vaters Vorliebe für Intrigen geerbt und abstoßende Manieren, aber er war mit seiner Uneigennützigkeit seinen Zeitgenossen weit überlegen und hatte einen wachen und kritischen Verstand. Seit frühester Jugend hatte er eine Leidenschaft für Bücher. Er verwendete seine Freizeit und sein Vermögen zum Aufbau einer großen Bibliothek in Althorp, die 1703 als „beste Europas“ bezeichnet wurde. Ein Teil davon kam 1749 nach Blenheim Palace.
Anne Churchill, seine zweite Frau, war im April 1716, nach einem Leben von bemerkenswertem Einfluss auf das politische Leben ihrer Zeit, gestorben. Im folgenden Jahr heiratete der Earl in dritter Ehe die reiche Irin Judith Tichborne († 1749).
1693, im Alter von 18 Jahren, ging er eine Liebesromanze mit dem Londoner Schönling Edward Wilson ein. Fortan führte er ein Doppelleben. Die Affäre flog jedoch auf und Spencer wurde erpresst. Keinen Ausweg aus dieser für ihn unangenehmen Situation sehend, nahm er sich schließlich 1722 das Leben. 
Auf Spencer geht die englische Bezeichnung „queer“ (eigentlich englisch für Blüte, Falschgeld) für „homosexuell“ zurück, da er der englischen Öffentlichkeit als Falschmünzer in Erinnerung blieb – einerseits wegen des von ihm geführten Doppellebens und anderseits aufgrund des von ihm als Erster Lord des Schatzamtes unternommenen Versuchs, in England wertloses Papiergeld einzuführen, wodurch etliche Bürger um ihr Vermögen gebracht wurden.

## Nachkommen
Aus seiner ersten Ehe mit Lady Arabella Cavendish hatte er eine Tochter:
- Lady Frances Spencer (um 1696–1742), ⚭ 1717 Henry Howard, 4. Earl of Carlisle.

Aus seiner zweiten Ehe mit Lady Anne Churchill hatte er sechs Kinder:
- Hon. Robert Spencer (1700–1701);
- Robert Spencer, 4. Earl of Sunderland (1701–1729);
- Lady Anne Spencer (1702–1769), ⚭ 1720 William Bateman, 1. Viscount Bateman;
- Charles Spencer, 3. Duke of Marlborough, 5. Earl of Sunderland (1706–1758), General der British Army, ⚭ 1732 Hon. Elizabeth Trevor, Tochter des Thomas Trevor, 2. Baron Trevor;
- Hon. John Spencer (1708–1746), MP, ⚭ 1734 Lady Georgiana Caroline Carteret, Tochter des John Carteret, 2. Earl Granville; Eltern des 1. Earl Spencer;
- Lady Diana Spencer (1710–1735), ⚭ 1731 John Russell, 4. Duke of Bedford, Lieutenant-General der British Army.

Aus seiner dritten Ehe mit Judith Tichborne hatte er drei Söhne, von denen zwei (* 1718 und 1719) kurz nach ihrer Geburt starben und der Dritte, Hon. William Spencer (1720–1722), im Kleinkindalter starb.